# Marla Frazee
Marla Frazee (Los Angeles 16 januari 1958) is een Amerikaanse auteur en illustrator van kinderboeken. Ze heeft twee Caldecott Honours gewonnen voor illustratie van prentenboeken.
Frazee werd geboren in Los Angeles en is van Libanese afkomst. In haar haar jeugd verhuisde ze naar Glendale, Californië. Ze vond haar vroege inspiratie in kinderboeken zoals Maurice Sendaks Max en de Maximonsters en Robert McCloskey's Blueberries for Sal. Ze illustreerde haar eerste boek in de derde klas, genaamd The Friendship Circle. Nadat het een prijs had gewonnen in een staatsbeurswedstrijd, creëerde Frazee een duplicaat voor haar schoolbibliotheek. Het was Frazee's eerste boek.
Ze studeerde aan de Greater Los Angeles Area, waar ze haar Bachelor of Fine Arts behaalde aan het Art Center College of Design en in 1981 afstudeerde. Terwijl ze naar school ging, ontmoette Frazee fotograaf Tim Bradley. Frazee en Bradley trouwden in 1982 en kregen drie zonen. Het huwelijk eindigde in 2013 in een scheiding.

### Als illustrator
- The People in Pineapple Place – cover (1982)
- World Famous Muriel and the Magic Mystery (1990)
- That Kookoory! (1995)
- The Seven Silly Eaters (1997)
- On the Morn of Mayfest (1998)
- Hush Little Baby: A Folk Song with Pictures (1999)
- Harriet, You'll Drive Me Wild! (2000)
- Everywhere Babies (2001)
- Mrs. Biddlebox (2002)
- New Baby Train (2004)
- Clementine serie:
  - Clementine (2006)
  - The Talented Clementine (2007)
  - Clementine's Letter (2008)
  - Clementine, Friend of the Week (2010)
  - Clementine and the Family Meeting (2011)
  - Clementine and the Spring Trip (2013)
  - Completely Clementine (2015)
- All the World (2009)
- Stars (2011)
- God Got a Dog (2013)
- Is Mommy? With Audio Recording (2015)

### Als auteur en illustrator
- Roller Coaster (2003)
- Santa Claus: The World's Number One Toy Expert (2005)
- Walk on!: A Guide for Babies of All Ages (2006)
- Why Did the Chicken Cross the Road? (2006)
- A Couple of Boys Have the Best Week Ever (2008)
- The Boss Baby (2010)
- Boot and Shoe (2012)
- The Farmer and the Clown (2014)
- The Bossier Baby (2016)
- Little Brown (2018)